# كابوس شارع إيلم 2: إنتقام فريدي
كابوس شارع إيلم 2: إنتقام فريدي (بالإنجليزية: A Nightmare on Elm Street 2: Freddy's Revenge)‏ هو فيلم تقطيع أمريكي من إخراج جاك شولدير وبطولة مارك باتون، كيم مايرز، روبرت روسلير، كلو غولاغر، هوب لانج وروبرت إنجلوند، صدر الفيلم في 1 نوفمبر 1985.

## روابط خارجية
- كابوس شارع إيلم 2: إنتقام فريدي على موقع IMDb (الإنجليزية)
- كابوس شارع إيلم 2: إنتقام فريدي على موقع ميتاكريتيك (الإنجليزية)
- كابوس شارع إيلم 2: إنتقام فريدي على موقع روتن توميتوز (الإنجليزية)
- كابوس شارع إيلم 2: إنتقام فريدي على موقع نتفليكس (الإنجليزية)
- كابوس شارع إيلم 2: إنتقام فريدي على موقع ألو سيني (الفرنسية)
- كابوس شارع إيلم 2: إنتقام فريدي على موقع Turner Classic Movies (الإنجليزية)
- كابوس شارع إيلم 2: إنتقام فريدي على موقع أول موفي (الإنجليزية)
- كابوس شارع إيلم 2: إنتقام فريدي على موقع بوكس أوفيس موجو (الإنجليزية)
- كابوس شارع إيلم 2: إنتقام فريدي على موقع فيلمافينيتي (الإسبانية)
- كابوس شارع إيلم 2: إنتقام فريدي على موقع قاعدة بيانات الأفلام السويدية (السويدية)